# Felder See (Naturschutzgebiet)
Das Gebiet Felder See ist ein mit Verordnung vom 28. April 1969 des Regierungspräsidiums Südwürttemberg-Hohenzollern ausgewiesenes Naturschutzgebiet (NSG-Nummer 4.044) im Südosten der Gemeinde Waldburg im baden-württembergischen Landkreis Ravensburg in Deutschland.

## Lage und Beschreibung
Das rund elf Hektar große Naturschutzgebiet Felder See gehört zum Naturraum Oberschwäbisches Hügelland. Es liegt etwa 3,2 Kilometer südöstlich der Waldburger Ortsmitte auf einer Höhe von rund 667 m ü. NN und umfasst im Wesentlichen den aus einem ehemaligen Toteissee entstandenen Felder See mit seinem breiten Verlandungsgürtel.
Letztere Aussage steht im Kontrast zu Behauptungen Einheimischer, wonach der Felder See ursprünglich ein Wasenmoos, also ein Torfstich war, der sich um die Jahrhundertwende 1900 selbst entzündet haben soll, lange schwelte und sich danach mit Wasser füllte. Der damalige Eigentümer versuchte, das Gelände zu entwässern und urbar zu machen. Er heuerte dafür ehemalige Soldaten aus der Gemeinde an, einen Entwässerungsstollen durch den bewaldeten Höhenrücken südlich des Sees anzulegen, wie sie solches an der Westfront gelernt hatten. Doch  der Stollen drohte einzubrechen und sie gaben rechtzeitig auf. 
Bis Anfang 1970 diente der See als Badesee für die nähere Umgebung. Im April 1945 wurde vor dem Einmarsch der französischen Truppen zentnerweise Munition aus der nahegelegenen Fernmeldestellung im See versenkt und von der örtlichen Jugend danach herausgefischt.
Interessant gegenüber vergleichbaren Seen ist eine schwimmende Insel, die der Wind von einem Ufer zum anderen langsam treiben kann.

## Flora und Fauna

### Flora
Aus der schützenswerten Flora sind unter anderem folgende Pflanzenarten (Auswahl) zu nennen:
- Birkengewächse
  - Gemeine Hasel (Corylus avellana), auch Haselstrauch oder Haselnussstrauch genannt
- Buchengewächse
  - Stieleiche (Quercus robur), auch als Sommereiche oder Deutsche Eiche bezeichnet
- Lippenblütler
  - Wasserminze (Mentha aquatica), auch Bachminze genannt
- Sauergrasgewächse
  - Schmalblättriges Wollgras (Eriophorum angustifolium)
  - Steife Segge (Carex elata)
- Seerosengewächse
  - Kleine Teichrose (Nuphar pumila)